# Intelligentsia Coffee & Tea
A Intelligentsia Coffee & Tea é uma empresa americana de varejo e torrefação de café com sede em Chicago, Illinois. Fundada em 1995 por Doug Zell e Emily Mange, a Intelligentsia é considerada uma das principais representantes da terceira onda do café. Em 2015, a Peet's Coffee & Tea (que faz parte da JAB Holding Company) adquiriu uma participação majoritária na empresa.

## História e locais
Além de sua sede na 1850 W. Fulton Street, a Intelligentsia tem vários locais de varejo de café em toda a área de Chicago. Eles fornecem café para várias cafeterias e restaurantes da área de Chicago, bem como para outros locais nos Estados Unidos e no Canadá. Eles geralmente compram seus grãos diretamente de produtores da América Central, América do Sul, África Oriental e Etiópia. A empresa opera quatro torrefadores Ideal Rapid Gothot movidos a gás na Chicago Roasting Works. Dois torradores de 90 quilos e um de 23 quilos ficam em Chicago e um de 40 quilos em Los Angeles. As máquinas datam da década de 1950 e foram fabricadas artesanalmente com ferro fundido e aço em Stuttgart, Alemanha.
Em 17 de agosto de 2007, a Intelligentsia abriu sua primeira loja fora de Chicago, na Sunset Junction, em Silver Lake, um distrito a leste de Hollywood, em Los Angeles, Califórnia. A Intelligentsia abriu mais duas lojas na área de Los Angeles, em Venice e Pasadena. Em 2013, a Intelligentsia abriu sua primeira loja na cidade de Nova Iorque, dentro do The High Line Hotel. A segunda loja na cidade de Nova Iorque foi aberta em junho de 2014, dentro da loja Urban Outfitters, na Herald Square. Essa é a primeira loja a oferecer um cardápio completo de alimentos. A empresa também tem duas lojas em Boston e uma em Austin, Texas. Uma decisão de 2008 de parar de servir café e bebidas expressas de 20 onças nas lojas foi recebida com controvérsia. Zell afirmou que as proporções são alteradas em quantidades tão grandes e que certas bebidas ficam diluídas, argumentando que as bebidas de 20 onças acabam “mascarando e adulterando os sabores puros e intensos que trabalhamos arduamente para obter, torrar e produzir. Não queremos que esse produto seja apenas um dispositivo de entrega de cafeína".
Em 2009, a Intelligentsia adquiriu a Ecco Caffè de Santa Rosa, Califórnia, e manteve a marca.
Em outubro de 2015, foi anunciado que a Peet's Coffee & Tea compraria uma participação majoritária na Intelligentsia Coffee & Tea até o final do ano, como parte de uma expansão da Peet's para o café de terceira onda que também envolveu a aquisição da Stumptown Coffee Roasters. Esperava-se que a Intelligentsia continuasse operando de forma independente, com os fundadores Zell e Mange mantendo um papel na empresa. O anúncio veio semanas depois que a Intelligentsia divulgou que estava buscando uma aquisição de capital privado acima de US$ 100 milhões.
Em maio de 2022, os funcionários que trabalham nas unidades da Intelligentsia em Chicago e no depósito da Roasting Works entraram com uma petição de representação sindical. Em agosto de 2022, os funcionários votaram pela sindicalização e ratificaram seu primeiro acordo de negociação coletiva em dezembro de 2022. Eles são representados pelo IBEW 1220, o mesmo ramo do IBEW que representa a Colectivo Coffee Roasters.